# Chenopodium fremontii
Chenopodium fremontii är en amarantväxtart som beskrevs av Sereno Watson. Chenopodium fremontii ingår i släktet ogräsmållor, och familjen amarantväxter. Utöver nominatformen finns också underarten C. f. farinosum.